# Maureen Walsh
Maureen Walsh é uma congressista do Partido Republicano, representante da Casa de Representantes do estado de Washington, Estados Unidos. Ela foi eleita no Distrito 16 do Condado de Walla Walla. A partir de 2012, ela serve o seu terceiro mandato. 
A congressista serve em vários comitês, entre eles podem ser citados Early Learning & Human Services, Community & Economic Development & Housing, and Health & Human Services Appropriations & Oversight.
No dia 8 de fevereiro de 2012, a Câmara dos Representantes do Estado de Washington  debateu a legislação visando legalizar o casamento entre pessoas do mesmo sexo, chamado de gay marriage ou casamento gay no estado. Na ocasião a congressita fez um apelo emocionante aos seus colegisladores, o qual foi filmado e eventualmente publicado no Youtube, e então visto por milhares de pessoas espalhadas no mundo inteiro através da internet. A Casa de Representantes votou 55-43 a favor da legalização do casamento gay em Washington.